# Camiguin
Camiguin est une île de la mer des Philippines, plus localement située en mer de Bohol, une mer intérieure de l'archipel philippin. Elle est une province des Philippines.
Elle ne doit pas être confondue avec l'île Camiguin qui est une des composantes des Îles Babuyan.

## Villes et municipalités
Municipalités
- Catarman
- Guinsiliban
- Mahinog
- Mambajao
- Sagay

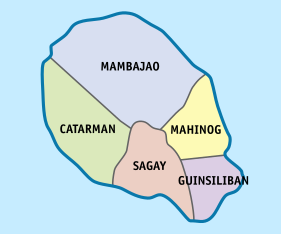
Carte des municipalités de l'île.

## Volcans
Camiguin est une île volcanique, formée autour de quatre stratovolcans, comportant chacun plusieurs sommets (sauf le mont Guinsiliban). Un seul a été historiquement actif, le mont Hibok-Hibok (dernière éuption de 1948 à 1953).

Les 4 volcans de Camiguin :
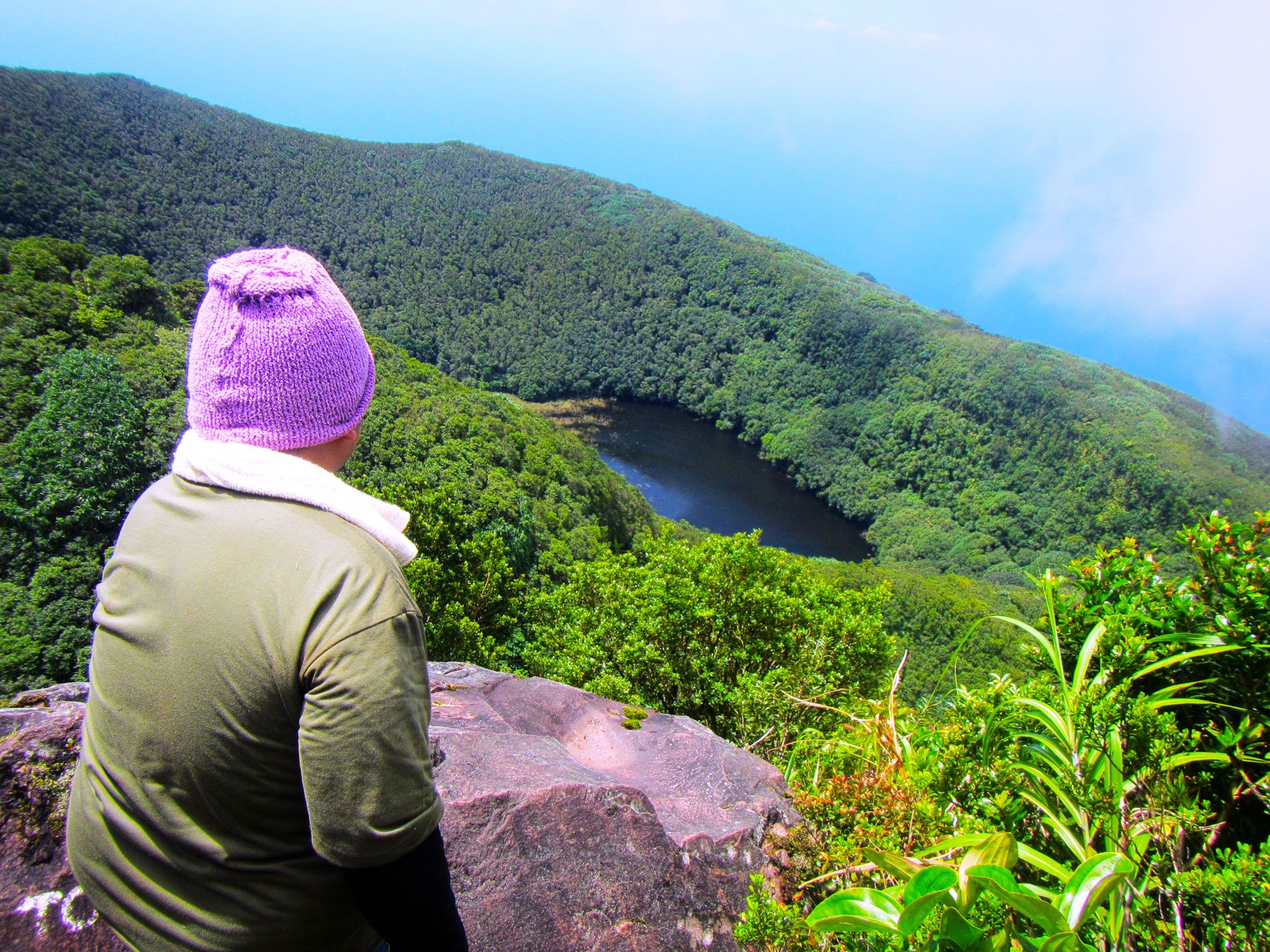
Un lac de cratère du mont Hibok-Hibok (1332 m).
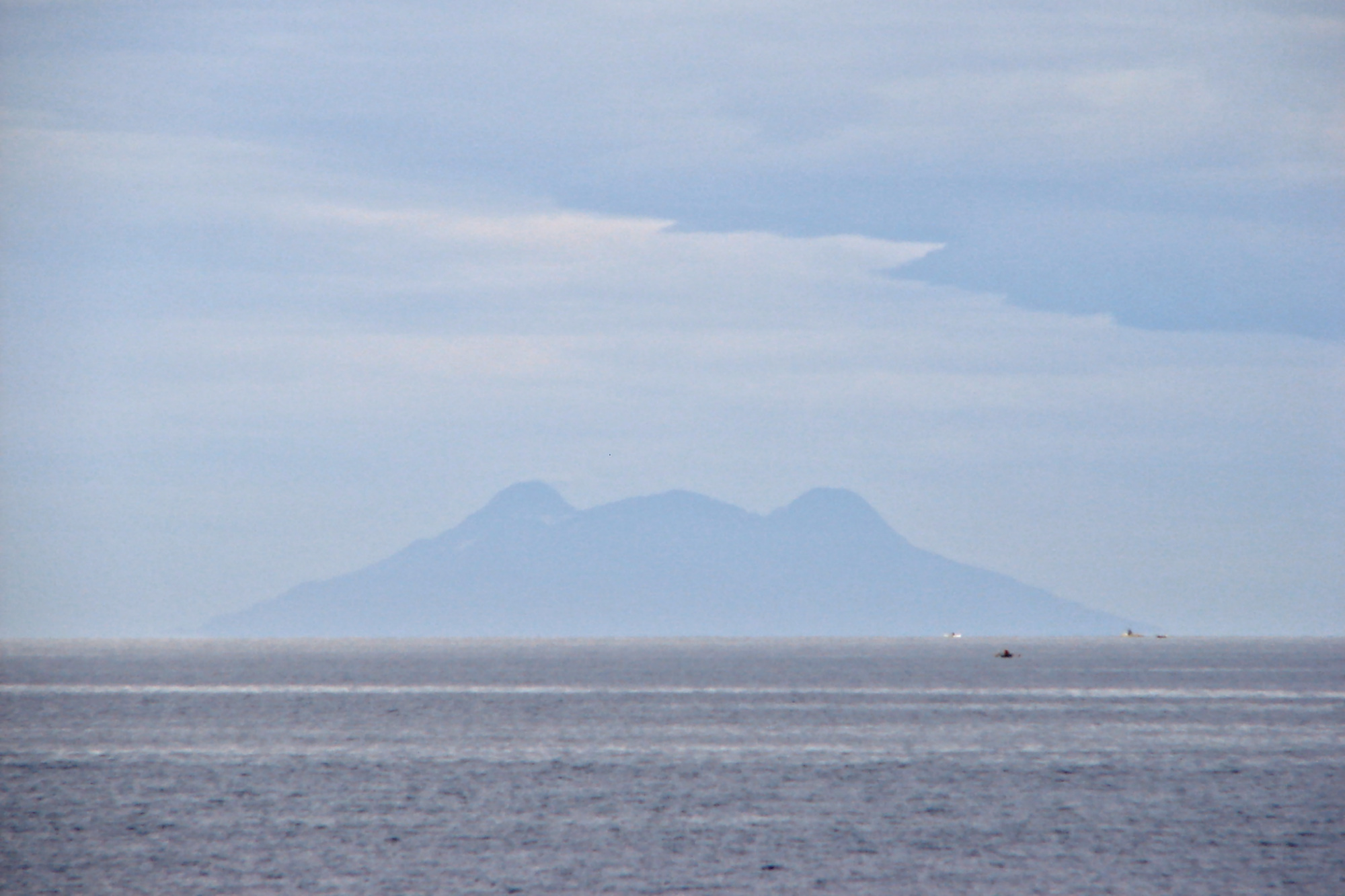
Silhouette de Camiguin vue depuis la Mer de Bohol. Le mont Timpoong (à gauche), plus haut sommet de l'île (1 614 m).
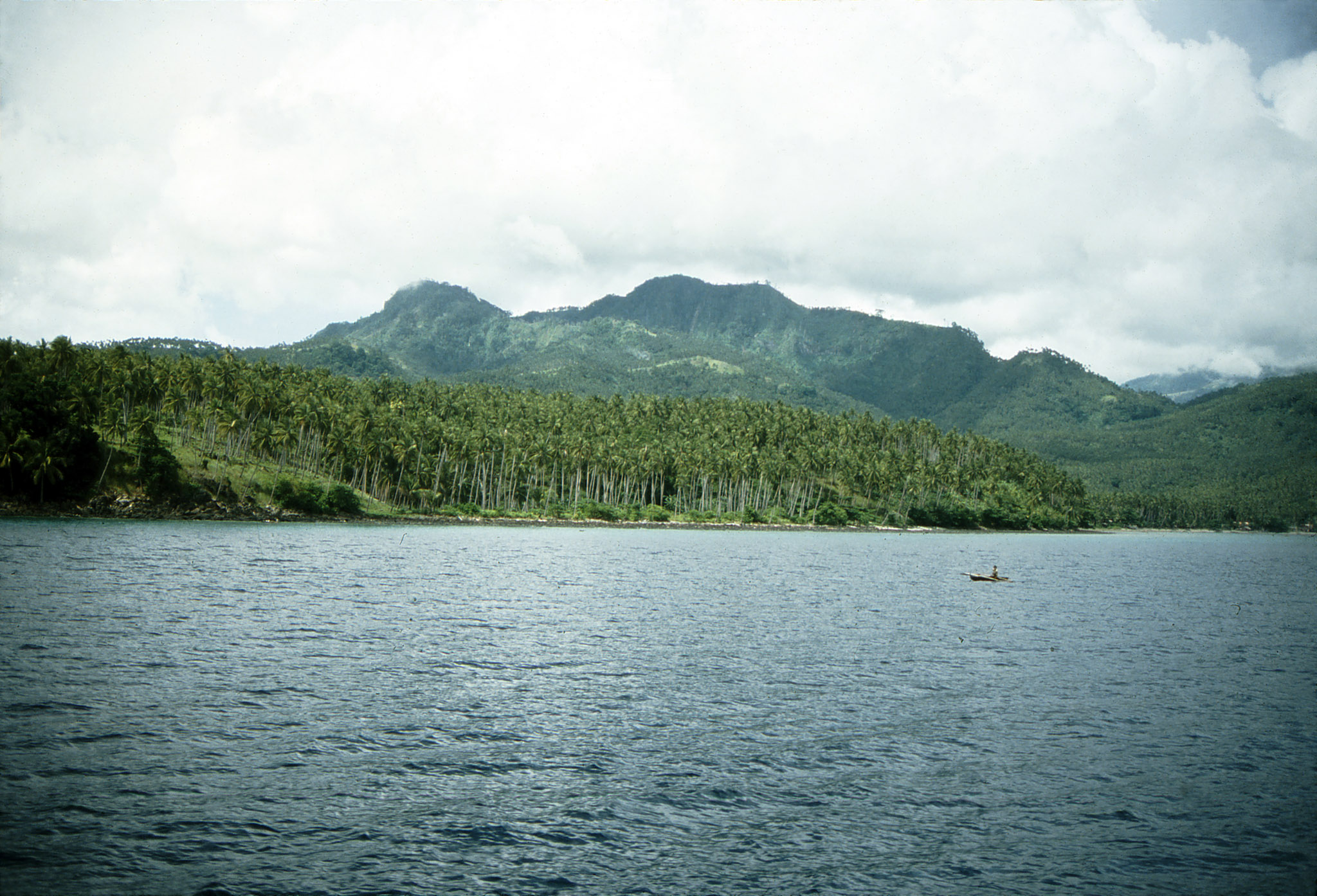
Le mont Butay.
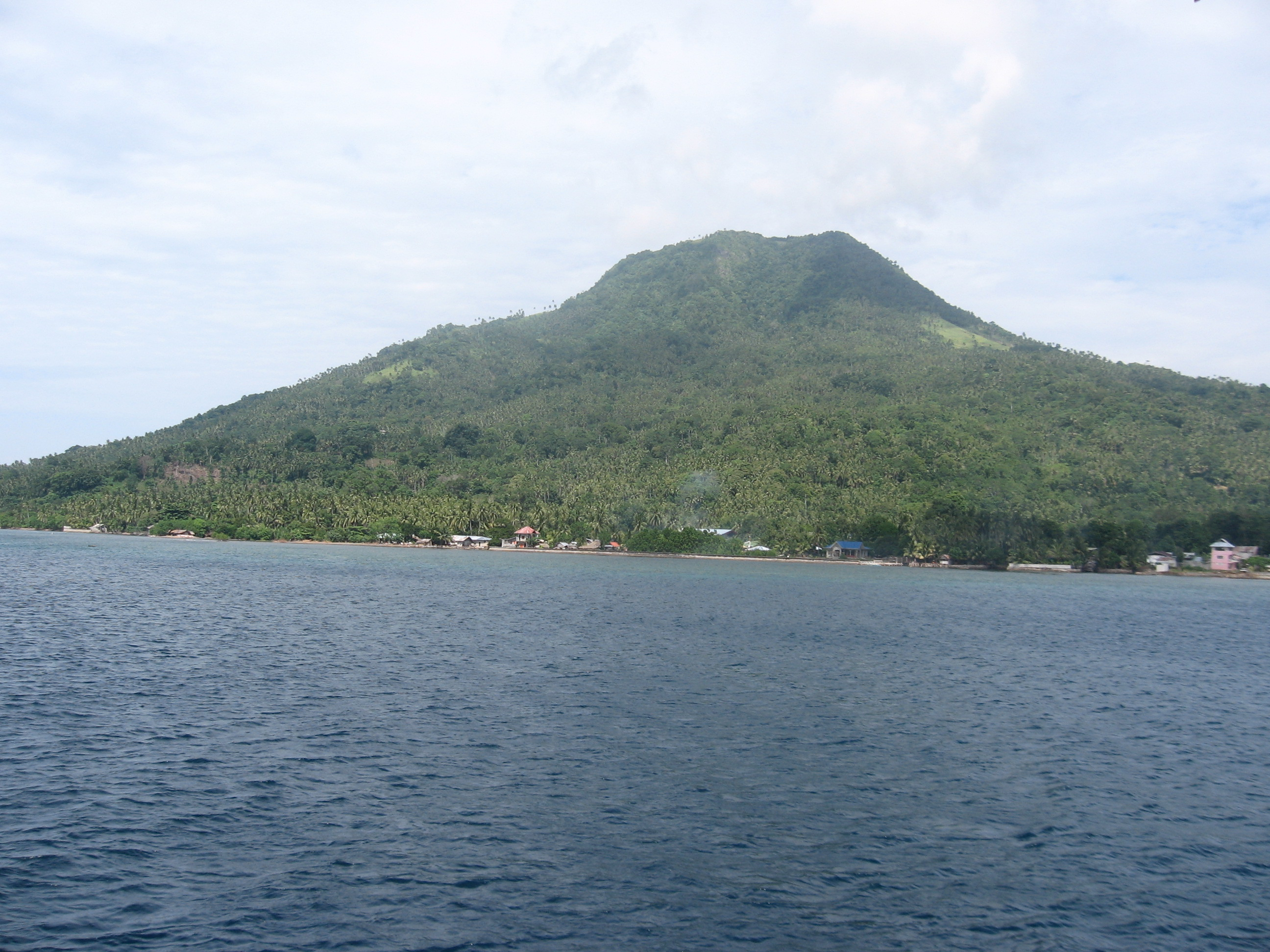
Le mont Guisiliban (571 m).